# CB4
CB4 é um filme de comédia lançado em 1993 e dirigido por Tamra Davis, estrelando Chris Rock. O filme acompanha um grupo de rap fictício chamado "CB4", em homenagem ao 4º pavilhão do presídio onde estavam. Ele faz paródia ao principal grupo de gangsta rap daquela época, o N.W.A, e possui pequenos segmentos com opinião de celebridades como Halle Berry, Eazy-E, os Butthole Surfers, Ice-T, Ice Cube, Flavor Flav, e Shaquille O'Neal que avaliam positivamente a trama.

## Elenco
- Chris Rock - Albert Brown / M.C. Gusto
- Allen Payne - Euripides Smalls / Dead Mike
- Deezer D - Otis Jackson / Stab Master Arson
- Chris Elliott - A. White
- Phil Hartman - Virgil Robinson
- Charlie Murphy - Gusto
- Khandi Alexander - Sissy
- Art Evans - Albert Brown Sr.
- Theresa Randle - Eve
- Willard E. Pugh - Trustus Jones
- Tyrone Granderson Jones - 40 Dog
- Rachel True - Daliha
- Victor Wilson - Lt. Davenport
- Richard Gant - Baa Baa Ack
- J.D. Daniels - Ben
- Stoney Jackson - Wacky Dee
- Isaac Hayes - Store Owner
- LaWanda Page- Avó de Albert

## Bilheteria
O filme foi classificado em #2 na bilheteria com uma semana de abertura de $6,500,000 em 1,205 cinemas. No final de sua exibição nos EUA que arrecadou um total de $17,953,778.